# Pasquale Giannattasio
Pasquale Giannattasio (Giffoni Valle Piana, 15 gennaio 1941 – Roma, 2 marzo 2002) è stato un velocista italiano, detentore del record nazionale dei 100 m piani dal 1967 al 1972.

## Biografia
Nel 1961 entrò nelle Fiamme Gialle per meriti sportivi.
Vinse tre titoli italiani consecutivi sui 100 m piani, dal 1965 al 1967, e uno in staffetta. Sempre nel 1967 eguagliò il record italiano dei 100 metri piani di Livio Berruti, due volte nello stesso giorno, a Città del Messico, con 10"26.
Giannattasio fu primatista italiano anche nella 4×100 m, nel 1964 ad Annecy, insieme a Berruti, Ottolina e Preatoni. Ventidue volte azzurro, prese parte ai Giochi olimpici di Tokyo, dove fu settimo in finale nella 4×100 m con Berruti, Ottolina e Preatoni. Due anni dopo, agli Europei di Budapest, fu ottavo in finale nei 100 m piani.
Raggiunse un risultato ancora migliore nel 1967 ai Giochi europei indoor di Praga, vincendo il titolo continentale dei 50 m piani con 5"7. Altri risultati di prestigio Giannattasio li ottenne ai Giochi del Mediterraneo: nel 1963 fu oro in staffetta e nel 1967 ancora primo nella 4×100 m e secondo nei 100 m piani. Terminata l'attività agonistica divenne tecnico, prima nel settore giovanile, quindi seguendo i migliori velocisti delle Fiamme Gialle, tra cui Alfonso Di Guida, Antonio Ullo a Carlo Simionato.
Morì nel 2002 a causa di un arresto cardiaco.

## Palmarès
| Anno | Manifestazione          | Sede     | Evento      | Risultato | Prestazione | Note |
| ---- | ----------------------- | -------- | ----------- | --------- | ----------- | ---- |
| 1963 | Giochi del Mediterraneo | Napoli   | 4×100 m     | Oro       | 40"1        |      |
| 1964 | Giochi olimpici         | Tokyo    | 4×100 m     | 7º        | 39"5        |      |
| 1966 | Europei                 | Budapest | 100 m piani | 8º        | 20"1        |      |
| 1967 | Giochi europei indoor   | Praga    | 50 m piani  | Oro       | 5"7         |      |
| 1967 | Giochi del Mediterraneo | Tunisi   | 100 m piani | Argento   | 10"6        |      |
| 1967 | Giochi del Mediterraneo | Tunisi   | 4×100 m     | Oro       | 40"6        |      |

## Riconoscimenti
Nel 2003 gli è stato dedicato il nome dell'ex Stadio Stella Polare di Ostia, dove giocano i Marines Lazio, il Rugby Ostia e una rappresentativa ostiense di atletica leggera, la Lyceum Roma XIII.
Nel 2008 gli è stata intitolata la nuova tribuna coperta dello stadio comunale del suo paese natio Giffoni Valle Piana.